# Alta Cerdanya

Alta Cerdanya în Pirineii Ocrientali

Alta Cerdanya (franceză Haute Cerdagne) este o regiune istorică și geografică în sud vestul Franței în departamentul Pyrénées-Orientales, regiunea Languedoc-Roussillon. Este considerată a fi o comarcă catalonă istorică, teritoriul acesteia, Catalonia de Nord, fiind transferat Franței prin Tratatul Pirineilor din 1659. Reprezintă partea franceză din fosta comarcă istorică catalană Cerdanya, din care Baixa Cerdanya reprezintă partea catalonă.